# Cladonia polytypa
Cladonia polytypa är en lavart som beskrevs av Vain. Cladonia polytypa ingår i släktet Cladonia och familjen Cladoniaceae.   Inga underarter finns listade i Catalogue of Life.